# CN-stjärna
En CN-stjärna har ovanligt starka cyanogenband i dess spektrum jämfört med andra stjärnor i dess stjärnklass. Cyanogen är en enkel molekyl av en kolatom och en kväveatom, med absorptionsband vid våglängderna 388,9 och 421,6 nanometer. Denna grupp av stjärnor uppmärksammades först i jättar av spektraltyp G och K fastställda 1949 av J. J. Nassau och W. W. Morgan, därefter identifierades 1952 ytterligare 4 150 av Nancy G Roman. De kan särskiljas från bariumstjärnor genom bristen på grundämnen bildade i  s-processen och från andra typer av ljusstarka stjärnor genom att övriga särdrag är svaga jämfört med CN-linjerna.
CN-bandens övervikt klassificeras med ett positivt index med steg om 0,5. Ett värde på noll anger en normal stjärna och är inte listad i stjärnklassen, medan toppvärdet på 4 i huvudsak liknar en kolstjärna. Stjärnor klassificerade i MK-systemet med ett CN-suffix anses vara "starka" CN-stjärnor. Därför är 42 Librae en stark CN-stjärna med en klass av K3-III CN2. Ett värde på 0,5 kallas också en marginell CN-stjärna, vilket motsvarar de typiska jättestjärnorna i Hyaderna.